# Marie-Léopoldine d'Autriche (1632-1649)
Pour les articles homonymes, voir Marie-Léopoldine d'Autriche.
Marie-Léopoldine d'Autriche (6 avril 1632, Innsbruck – 7 août 1649, Vienne) fut impératrice du Saint-Empire, reine de Germanie, de Bohême et de Hongrie et archiduchesse d'Autriche par son mariage avec Ferdinand III du Saint-Empire. Elle est la fille de Léopold V d'Autriche-Tyrol, archiduc d'Autriche et de Claude de Médicis.

## Biographie
Le 2 juillet 1648 à Linz, Marie-Léopoldine épouse Ferdinand III du Saint-Empire, veuf de l'infante d'Espagne Marie-Anne d'Autriche et père de trois enfants survivants qui ont le même âge que leur jeune belle-mère. Elle meurt en couches le 7 août 1649. L'enfant, Charles-Joseph d'Autriche survit jusqu'à son adolescence. Marie-Léopoldine est enterrée le 21 août dans la crypte impériale à Vienne.